# FFH-Gebiet Kalkreiche Niedermoorwiese am Ostufer des Dobersdorfer Sees
Das FFH-Gebiet Kalkreiche Niedermoorwiese am Ostufer des Dobersdorfer Sees ist ein NATURA 2000-Schutzgebiet in Schleswig-Holstein im Kreis Plön in den Gemeinden Schlesen und Dobersdorf. Es liegt im Naturraum Probstei und Selenter See-Gebiet (Landschafts-ID 70203), in der Haupteinheit Ostholsteinisches Hügelland. Diese ist wiederum Teil der Naturräumlichen Großregion 2. Ordnung Schleswig-Holsteinisches Hügelland. Es hat eine Größe von 26 Hektar.
Die größte Ausdehnung des FFH-Gebietes liegt mit einem Kilometer in Nordsüdrichtung. Es wird durch den Dobersdorfer See im Westen und der Landesstraße 211 im Osten begrenzt. Das FFH-Gebiet besteht erdgeschichtlich im Uferbereich des Dobersdorfer Sees aus limnischen Sedimenten, die sich nach der letzten Eiszeit bis heute abgelagert haben und geht dann weiter vom Ufer entfernt in glazialen Geschiebesand über. Nördlich und südlich davon kommt toniger bis sandiger Schluff zutage.
Die höchste Erhebung liegt mit 43 Meter über Normalhöhennull (NHN) am Ostrand des FFH-Gebietes an der Landesstraße 211 beim Schlesener Ortsteil Neuenkrug und erreicht den niedrigste Wert mit 18,92 Meter über Normalnull (NN) mit dem Wasserspiegel des Dobersdorfer Sees. Das Gebiet entwässert vollständig in den Dobersdorfer See, die Nord- und Südgrenze bildet je ein namenloses Fließgewässer und in der Mitte durchquert die Hüttener Au auf ihrem Weg zum Dobersdorfer See das FFH-Gebiet.

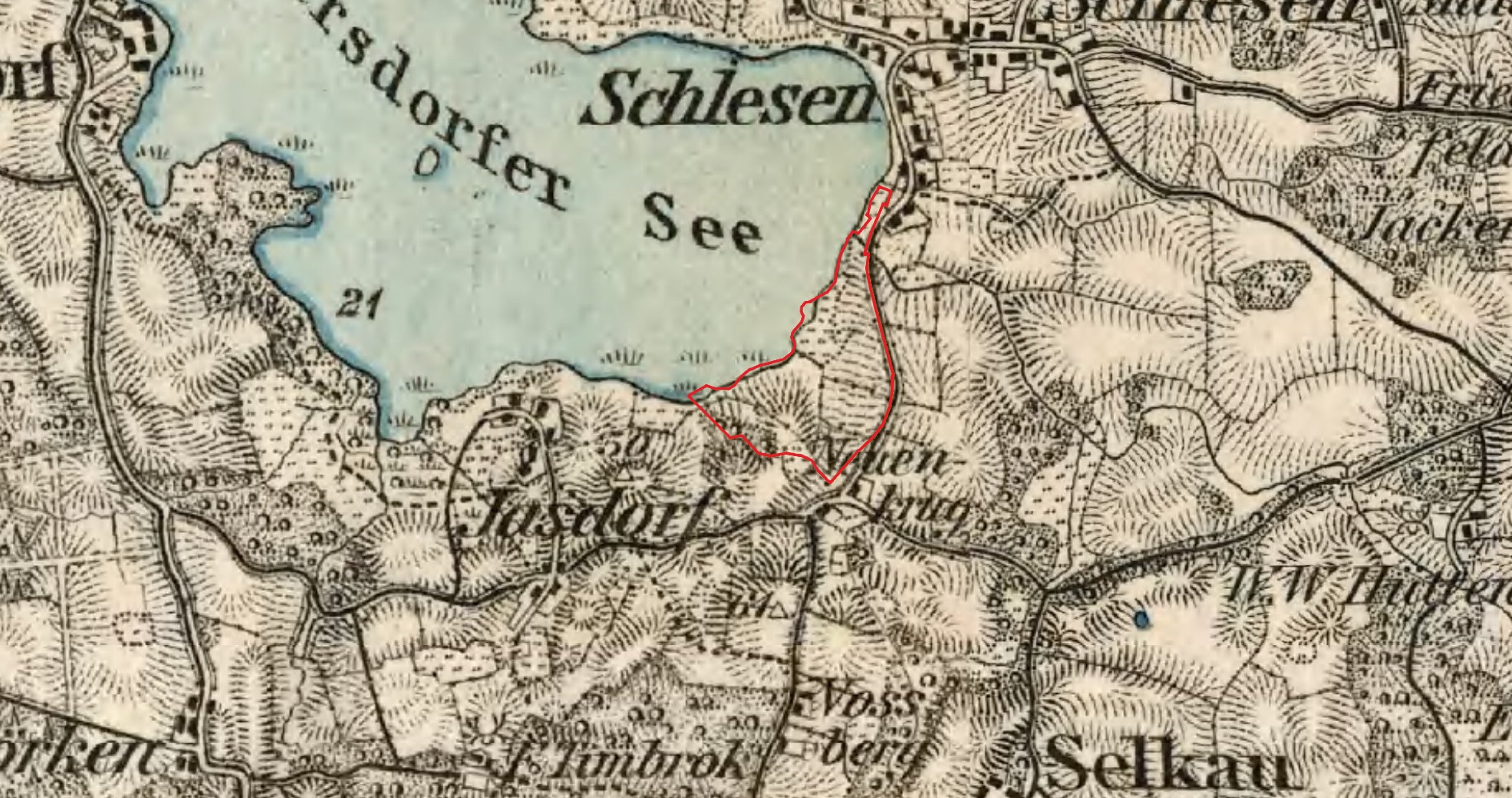
Bild 1ː Niedermoorwiese am Ostufer des Dobersdorfer Sees um 1893 (rot umrandet das heutige FFH-Gebiet)

Das FFH-Gebiet besteht laut NATURA 2000-Standard-Datenbogen (SDB) vom Mai 2017 zu gut einem Drittel aus der Lebensraumklasse „Laubwald“ gefolgt von gut einem Drittel „Anderes Ackerland“. Der Rest besteht zu einem Fünftel aus „Moore, Sümpfe, Uferbewuchs“ und einem Zehntel aus „Feuchtes und Mesophiles Grünland“, siehe Diagramm 1. Bei dem Waldgebiet handelt es sich im Kern um einen historischen Wald, der bereits auf der Karte des Deutschen Reiches von 1893 vermerkt ist, siehe Bild 1. Später wurde er bis zum Seeufer und der Landesstraße 211 erweitert. Unmittelbar an der Landesstraße 211 befindet sich eine aufgelassene Kiesgrube. In deren Steilhängen liegt das Biotop-Nr. 325866018-0413 (Lage) mit den beiden Biotoptypen (HGy) Sonstiges Feldgehölz und (XHs) Artenreicher Steilhang im Binnenland. Dort findet man Hain-Rispengras, Stiel-Eiche und Scharbockskraut, Daneben befinden sich dort die durch das Eschensterben bedrohte Gemeine Esche, der seltene Ostenfelds Löwenzahn oder die wilde Apfelsorte Malus pumila (Garten-Apfel).

## FFH-Gebietsgeschichte und Naturschutzumgebung
Der NATURA 2000-Standard-Datenbogen (SDB) für dieses FFH-Gebiet wurde im Juni 2004 vom Landesamt für Landwirtschaft, Umwelt und ländliche Räume (LLUR) des Landes Schleswig-Holstein erstellt, im September 2004 als Gebiet von gemeinschaftlicher Bedeutung (GGB) vorgeschlagen, im November 2007 von der EU als GGB bestätigt und im Januar 2010 national nach § 32 Absatz 2 bis 4 BNatSchG in Verbindung mit § 23 LNatSchG als besonderes Erhaltungsgebiet (BEG) bestätigt. Der SDB wurde zuletzt im Mai 2017 aktualisiert. Der Managementvermerk wurde im August 2008 veröffentlicht.
Das FFH-Gebiet liegt im Landschaftsschutzgebiet LSG Dobersdorfer See, Passader See mit dem Oberlauf der Hagener Au, Kasseteiche und Umgebung. Es liegt im Schwerpunktbereich 492 des landesweiten Biotopverbundsystems. Das FFH-Gebiet wird von dem Rundwanderweg um den Dobersdorfer See durchquert.
Mit der Gebietsbetreuung des FFH-Gebietes nach § 20 LNatSchG wurde durch das LLUR noch keine Institution beauftragt (Stand Dezember 2022).

## FFH-Erhaltungsgegenstand
Laut Standard-Datenbogen vom Mai 2017 sind folgende FFH-Lebensraumtypen (LRT) und Arten als FFH-Erhaltungsgegenstände mit den entsprechenden Beurteilungen zum Erhaltungszustand der Umweltbehörde der Europäischen Union gemeldet worden (Gebräuchliche Kurzbezeichnung (BfN)):
FFH-Lebensraumtypen nach Anhang I der EU-Richtlinie:
- 3150 Natürliche und naturnahe nährstoffreiche Stillgewässer mit Laichkraut oder Froschbiss-Gesellschaften (Gesamtbeurteilung C)[14]
- 7230 Kalkreiche Niedermoore (Gesamtbeurteilung B)[15]

Arten gemäß Artikel 4 der Richtlinie 2009/147/EG und Anhang II der Richtlinie 92/43/EWG und diesbezügliche Beurteilung des Gebiets:
- 1393 Firnisglänzendes Sichelmoos (Gesamtbeurteilung A)[17]
- 1016 Bauchige Windelschnecke (Gesamtbeurteilung C)[18]

Das FFH-Gebiet ist zu knapp einem Sechstel als FFH-Lebensraumfläche ausgewiesen, wovon der überwiegende Teil der Wasserfläche des Dobersdorfer Sees zugerechnet wird. Nur 1,5 Prozent der Fläche besteht aus kalkreichem Niedermoor. Es liegt in unmittelbarer Ufernähe. Der überwiegende Teil des FFH-Gebietes ist keinem FFH-Lebensraumtyp zugeordnet, siehe Diagramm 2.
Vom 24. April 2018 bis zum 7. September 2018 wurde eine Nachkartierung der FFH-Lebensraum- und Biotoptypen im FFH-Gebiet durchgeführt. Sie weist große Abweichungen zu den Zahlen des SDB bezüglich der Lebensraumtypen auf. Danach ist der LRT 3150 Natürliche und naturnahe nährstoffreiche Stillgewässer mit Laichkraut oder Froschbiss-Gesellschaften eine Zehnerpotenz kleiner als im SDB an die europäische Umweltagentur berichtet. Daneben wurde eine knapp ein Hektar große Fläche als LRT 91E0* Erlen-Eschen- und Weichholzauenwälder ausgewiesen, die ebenfalls nicht im SDB erwähnt wird.
Nur sechseinhalb Prozent der Gebietsfläche ist mit FFH-Lebensraumtypen belegt, die zusätzlich den Status eines gesetzlich geschützten Biotopes haben. Weitere knapp zehn Prozent sind gesetzlich geschützte Biotope und der Rest von vierundachtzig Prozent hat keinen der beiden Schutzstati, siehe Diagramm 3.
| | Fläche gemäß Kartierung 2008 | Fläche gemäß SDB vom Mai 2017 [ha] | Fläche gemäß Biotopkartierung April bis September 2018[ha] |
| --- | ---------------------------- | ---------------------------------- | ---------------------------------------------------------- |
| 3150 Natürliche und naturnahe nährstoffreiche Stillgewässer mit Laichkraut oder Froschbiss-Gesellschaften | 3,9                          | 4                                  | 0,3028                                                     |
| 7230 Kalkreiche Niedermoore                                                                               | 0,5                          | 0,4                                | 0,4006                                                     |
| 91E0* Erlen-Eschen- und Weichholzauenwälder                                                               |                              |                                    |                                                            |
| 0,9879 |                              |                                    |                                                            |
| SUMMEː | 4,4                          | 4,4                                | 1,6913                                                     |

## FFH-Erhaltungsziele

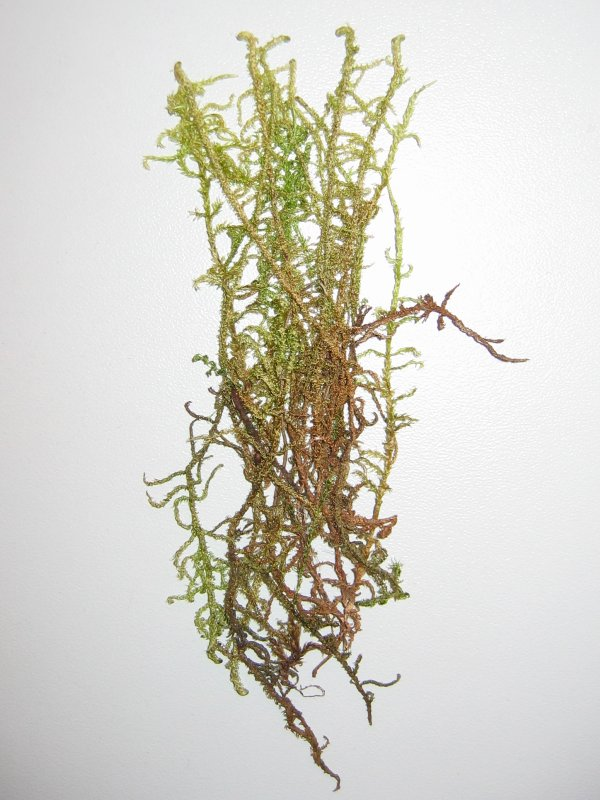
FFH-Erhaltungszielː Firnisglänzendes Sichelmoos

Aus den oben aufgeführten FFH-Erhaltungsgegenständen werden als FFH-Erhaltungsziele von besonderer Bedeutung die Erhaltung folgender Lebensraumtypen und Arten im FFH-Gebiet vom Ministerium für Energiewende, Landwirtschaft, Umwelt und ländliche Räume des Landes Schleswig-Holstein erklärt:
- 3150 Natürliche und naturnahe nährstoffreiche Stillgewässer mit Laichkraut oder Froschbiss-Gesellschaften
- 7230 Kalkreiche Niedermoore
- 1393 Firnisglänzendes Sichelmoos

Aus den oben aufgeführten FFH-Erhaltungsgegenständen werden als FFH-Erhaltungsziele von Bedeutung die Erhaltung folgender Lebensraumtypen und Arten im FFH-Gebiet vom Ministerium für Energiewende, Landwirtschaft, Umwelt und ländliche Räume des Landes Schleswig-Holstein erklärt:
- 1016 Bauchige Windelschnecke

Damit sind alle FFH-Erhaltungsgegenstände als FFH-Erhaltungsziele übernommen worden. Das Firnisglänzende Sichelmoos ist als Zeigerpflanze für kalkreiche Niedermoore von Bedeutung und kommt nur in zwei weiteren FFH-Gebieten in Schleswig-Holstein vor, unter anderem im FFH-Gebiet Kalkflachmoor bei Mucheln.

## FFH-Analyse und Bewertung
Für dieses FFH-Gebiet wurde bisher (Stand Dezember 2022) nur ein Managementvermerk vom damaligen Ministerium für Landwirtschaft, Umwelt und ländliche Räume des Landes Schleswig-Holstein veröffentlicht. Dieser ist zum Thema FFH-Analyse und Bewertung recht kurz gehalten. Die Eigentümerstruktur ist ebenfalls nicht veröffentlicht. Es geht aus dem Managementvermerk hervor, dass es sieben Eigentümer gibt, wobei sich eine Orchideenwiese im Privatbesitz befindet und kommunale Grünflächen unter Vertragsnaturschutz stehen und im Herbst extensiv beweidet werden. Beides wird schon seit dem Ende des 20. Jahrhunderts von der Arbeitsgemeinschaft heimischer Orchideen (AHO) im Auftrag der Flächeneigentümer durchgeführt. Die 0,4 Hektar des LRT 7230 Kalkreiche Niedermoore haben eine gute Gesamtbewertung im SDB erhalten, siehe auch Diagramm 4.
Wegen seiner Größe besteht im FFH-Gebiet für den Dobersdorfer See gemäß der Europäischen Wasserrahmenrichtlinie (WRRL) eine Berichtspflicht gegenüber der europäischen Umweltagentur in Kopenhagen. Gemäß der Berichterstattung des Jahres 2022 zum 3. Bewirtschaftungsplan WRRL ist der ökologische Zustand des Passader Sees mit „mäßig“ und der chemische Zustand mit „nicht gut“ bewertet worden. Beide Werte sollen bis zum Jahre 2027 einen guten Wert erreichen. Dies darf bezweifelt werden (Stand November 2022). Zwar hat die Errichtung von Kläranlagen in den umliegende Gemeinden in den neunziger Jahren des zwanzigsten Jahrhunderts zu einer Verringerung der Schadstoffeinträge geführt, diese Entwicklung hat sich aber mit dem Beginn des einundzwanzigsten Jahrhunderts durch die Intensivierung der Landwirtschaft mit dem vermehrten Einsatz von Kunstdünger und Pestiziden wieder zum Schlechteren gewendet.
Unter Vertragsnaturschutz stehen aktuell (Stand Dezember 2022) folgende Flächenː
- „Vertragsnaturschutz im Wald“ː Hier handelt es sich um das Biotop-Nr. 325866018-0412[24] (Lage) mit einer Fläche von einem Hektar, die mit dem Biotoptyp (WQe) Erlen-Eschen-Quellwald in Hanglage bedeckt ist.
- „Weidewirtschaft Moor ohne Düngung“ː[25] Diese Fläche ist mit den Biotoptypen (GFf) Artenreicher Flutrasen, (RHm) Ruderale Stauenflur frischer Standorte und (RHf) Feuchte Hochstaudenflur mit einem Saum aus (WG) Sonstiges Gebüsch und (WB) Bruchwald bedeckt.[26]
- „Wertgrünland“ː[27] Biotop-Nr. 325866018-0403 (Lage) mit dem Biotoptyp GWf Artenreiches mesophiles Grünland feuchter Standorte.[28]

## FFH-Maßnahmenkatalog
Ein Maßnahmenkatalog, wie er in den Managementplänen von FFH-Gebieten in Schleswig-Holstein üblich ist, wurde bisher nicht veröffentlicht (Stand Dezember 2022). Es kann hier nur auf die bestehenden Vertragsnaturschutzmaßnahmen, wie im Kapitel „FFH-Analyse und Bewertung“ beschrieben, verwiesen werden.

## FFH-Erfolgskontrolle und Monitoring der Maßnahmen
Eine FFH-Erfolgskontrolle und Monitoring der Maßnahmen findet in Schleswig-Holstein alle sechs Jahre statt. Die Ergebnisse des letzten Monitorings wurden am 18. Juli 2008 veröffentlicht.